# Hear This Music
Hear This Music es una compañía discográfica independiente puertorriqueña fundada por los productores DJ Luian y Mambo Kingz en 2015. Está distribuida por Sony Music Latin.
A inicios de 2016, lanzaron el sencillo «La Ocasión», en el que participaron Anuel AA, Arcángel, De la Ghetto, y Ozuna, y se convirtió en el primer sencillo de trap latino en alcanzar éxito internacional.
En julio del mismo año, el cantante Bad Bunny fue el primer artista en firmar un contrato discográfico con la compañía. En diciembre de 2018, luego de haber lanzado su álbum debut X 100pre, el cantante anunció que dejaría de trabajar con la discográfica. La discográfica también ha trabajado con otros artistas como Natti Natasha, Paloma Mami, Nacho,  y Maluma.
También ha lanzado sencillos que incluyen a varios cantantes, como «Solita» en el que colaboró Almighty, Bad Bunny, Ozuna y Wisin, y «Bubalú» con Anuel AA, Becky G y Prince Royce.

## Integrantes
| Artistas de Hear This Music - Beéle (Artista) - Nesi - Yango Ex-Artistas de Hear This Music - Bad Bunny (2016-2018) | Productores - DJ Luian (fundador) - Mambo Kingz (fundador y productor) - Bad Bunny (cantante, productor, compositor) 2016 a 2018 - BIFI (productor y compositor) - Jowny BoomBoom (compositor, productor) - Jairo Bascope (compositor) - Santo Niño (compositor) - Neneto (productor) - Mufaza (productor) - Hydro (productor) - GK Musica (productor) |